# گروت
گروت (یا دوغاب) از آب، سیمان، ماسه و افزودنی‌های دیگر تشکیل شده‌است. برای پُر کردن فضاهای خالی و ترک‌های بزرگ، و برای جلوگیری از لایه‌لایه شدن یا خرد شدن از گروت‌ریزی استفاده می‌شود. گروت‌ها از نظر ظاهری به شکل پودر می‌باشند که پس از اختلاط با آب، به صورت ملات سیال مورد استفاده قرار می‌گیرند.
مهم‌ترین ویژگی مورد نیاز گروت جهت انتقال بار از صفحات فلزی پایه به فونداسیون، مشخصه افزایش حجم و در نتیجه اطمینان از پرنمودن دایمی تمامی فضای گروت ریزی می‌باشد و این ویژگی است که در ملات‌های ماسه سیمان معمولی محقق نمی‌گردد. علاوه بر این، کارایی، مقاومت و دوام از جمله دیگر ویژگی‌های مورد نیاز گروت محسوب می‌گردد. تحقق ویژگی‌های مورد نیاز گروت در گرو انتخاب مصالح و رعایت نسبت‌های استاندارد و همچنین استفاده از افزودنی‌های مناسب می‌باشد. از سال ۱۹۵۰ میلادی، به منظور کاهش خطا در فرایند استاندارد تولید گروت و جهت سهولت اجرای گروت ریزی، گروت‌ها به صورت بسته‌های خشک از پیش مخلوط شده، که تنها با اضافه نمودن میزان مشخصی آب آماده مصرف می‌گردند، در دسترس می‌باشند.

## روش‌های گروت‌ریزی

### گروت‌ریزی با ملات خشک
اگر در گروت‌ریزی از گروت یا ملات سیال استفاده شود، به علت روان بودن ملات، جایگذاری به‌طور خودبه‌خود انجام می‌شود. در روش گروت‌ریزی با ملات خشک از نیروی تراکمی برای جای‌گذاری استفاده می‌شود. مصرف گروت یا ملات‌های نوع خشک، در کارهای ساختمانی کاملاً رضایت بخش است اما روش جایگذاری، همیشه مناسب نیست. از این رو، در عمل تمایل بیشتری به استفاده از گروت سیال وجود دارد.

### گروت ریزی با گروت سیال
از گروت سیال در محل‌هایی که حفره‌ها تقریباً مسدود و غیرقابل دسترسی‌اند استفاده می‌شود.

## مهم‌ترین عامل در انتخاب گروت
هر یک از این نوع گروت دارای خصوصیات و عملکرد مشخص و منحصر بفردی می‌باشند که بسته به شرایط و نیاز مورد استفاده قرار می‌گیرند.

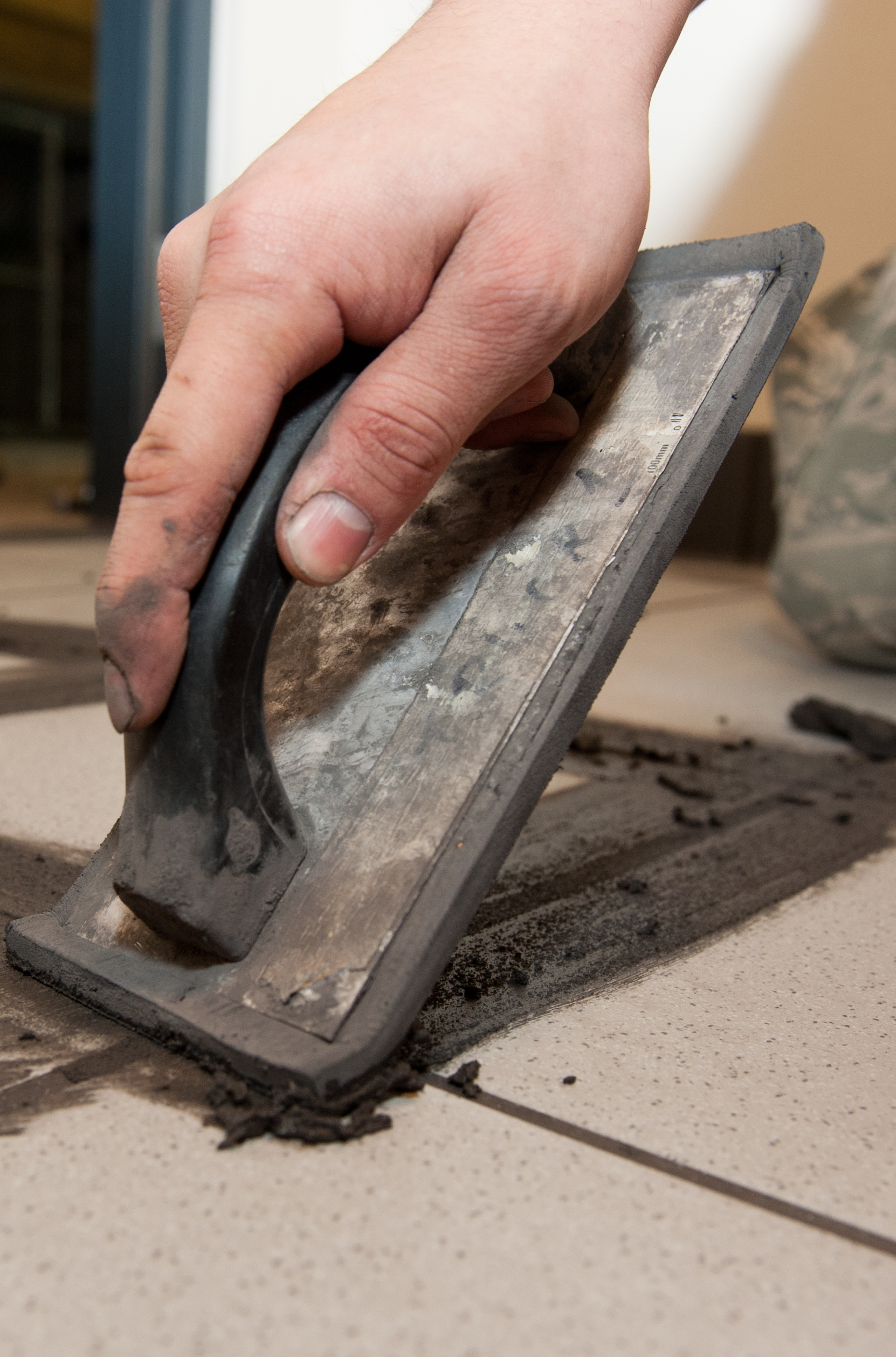
صاف کردن دوغاب بین کاشی‌ها با یک ماله دوغاب لاستیکی.

## نکاتی که در گروت ریزی باید رعایت نمود و در نظر گرفت
توجه به نکات زیر در قبل، هنگام و بعد از گروت ریزی باعث افزایش راندمان کاری و بهبود کار می‌شود.
نکاتی که در هنگام گروت ریزی باید رعایت نمود عبارت اند از:
- سطوحی که می‌خواهیم گروت ریزی نماییم باید عاری از هرگونه آلودگی روغنی، گرد و غبار باشد.
- معمولاً استفاده از پمپ باد برای پاک نمودن سطوح از گرد و غبار قبل از انجام عملیات توصیه می‌گردد.
- زمان گروت ریزی در شروع ۱۵ دقیقه و در پایان ۲ ساعت می‌باشد.
- عموماً مقدار انبساط گروت بعد از گروت ریزی چیزی در حدود ۲٪ می‌باشد.
- گروت ریزی در تراوایی کم و دوام بالا مورد استفاده قرار گرفته.
- عموماً مقاطعی با ضخامت ۱۰ الی ۱۰۰ میلی‌متر برای گروت ریزی مناسب هستند.
- گروت ریزی برای استحکام بالا در تمام سنین اجرا می‌گردد.

## انواع گروت
- گروت پایه سیمانی الیاف‌دار
- گروت سیمانی اصلاح شده با مواد پلیمری
- گروت اپوکسی دوجزیی یا سه جزئی
- گروت آماده منبسط شونده

### گروت پایه سیمانی
گروت‌های پایه سیمانی از پیش مخلوط شده محصولات تک جزیی پودری شکلی می‌باشند که با اضافه کردن میزان مشخصی آب آماده مصرف می‌گردند. این محصولات از ترکیب سیمان هیدراته، سنگدانه با دانه بندی مشخص و مواد افزودنی ساخته می‌شوند. از روش‌ها و انواع گوناگون افزودنی‌ها، جهت جبران انقباض در گروت‌های پایه سیمانی، استفاده می‌شود که در ادامه به اختصار به بررسی این رو ش‌ها و ترکیبات پرداخته خواهد شد.
مشخصات گروت‌های پایه سیمانی در حالت خمیری و سفت شده، استفاده از این محصولات را در بسیاری از کاربردها قابل قبول می‌سازد. به گونه ای که می‌توان از گروت‌های پایه سیمانی جهت انتقال بارهای فشاری استاتیکی بزرگ و همچنین، در بسیاری موارد، به منظور انتقال بارهای ضربه ای و دینامیکی استفاده نمود. استثنا آنکه استفاده از این محصولات در پایه فولادی ماشین آلات دینامیکی که تواماً نیروهای ارتعاشی افقی و قائم منتقل می‌نمایند (مانند کمپرسورهای گاز رفت و برگشتی) مجاز نمی‌باشد.

### گروت پایه اپوکسی
گروت‌های پایه اپوکسی معمولاً از ترکیب سه جزئی شامل رزین اپوکسی، هاردنر پلی آمین و پودر سیلیس است. مقاومت و چسبندگی بالا از جمله ویژگی‌های گروت‌های پایه اپوکسی است. همچنین این محصولات در برابر حملات شیمیایی مقاوم بوده و از مقاومت قابل توجهی در برابر بارهای دینامیکی و ضربه برخوردارند. تغییرات حجمی در گروت‌های پایه اپوکسی به صورت انقباض خطی بوده و تولیدکنندگان از روش‌های گوناگون جهت جبران این آثار استفاده می‌نمایند.